# Christian Sprenger (Moderator)
Christian Sprenger, geboren in Düsseldorf, ist ein deutscher Sportmoderator und Sportkommentator.

## Karriere
Sprengers berufliche Karriere begann er 1983 als Redakteur beim Kölner Express. Hier arbeitete er als Volontär und Redakteur bis 1987. 1987 wechselte er zu RTL an. Hier war er Beitragsmacher sowie Moderator und Interviewer bei RTL Aktuell und Anpfiff. 1992 wechselte er zum Pay-TV-Sender Premiere. Hier moderierte er die Fußball-Bundesliga, die 2. Fußball-Bundesliga, Eishockey aber auch Das Magazin und Der Talk. Zudem war er als Interviewer und Anchorman vor Ort in der Fußballbundesliga und bei den Weltmeisterschaften 1994, 1998 und 2002. Für die Weltmeisterschaften erstellte er auch Filmbeiträge.
Als 2006 Premiere die Rechte der Bundesliga an Arena abgab, wechselte er zu diesem Sender, um hier als Kommentator der Bundesliga und 2. Bundesliga sowie der Primera División zu arbeiten.
Seit Juni 2010 arbeitet Sprenger als Coach für TV-Sender, u. a. Sky Deutschland, und Sportlerinnen und Sportler.
2010 veröffentlichte er zur WM 2010 in Südafrika das bis dato einzige Hörbuch mit der deutschen Nationalmannschaft, produziert für die Firma napasai von Ulli Potofski.
Seit 2011 arbeitet Sprenger zudem als (Highlight) Kommentator und Fieldreporter für den DFB und die DFL.
Im Februar 2021 starteten unter dem Namen sprengerspricht zwei verschiedene Podcastformate. In dem Podcast sprenger spricht autorinsights bringt er als Host jeden Freitag mindestens drei Leute an einen „virtuellen Tisch“, die in dem Talk-Format über alles sprechen, auch über die von ihnen verfassten Bücher.